# 페르타미나 에너지 타워
페르타미나 에너지 타워는 인도네시아 자카르타에 제안된 마천루로 원래 2020년 완공 예정이었으나 2021년 현재 착공은커녕 승인도 되지 않은 상태이다.